# Santa Maria la Bruna (stacja kolejowa)
Santa Maria la Bruna (włoski: Stazione di Santa Maria la Bruna) – stacja kolejowa w Torre del Greco, w części Santa Maria la Bruna, w prowincji Neapol, w regionie Kampania, we Włoszech. 
Znajduje się na linii Neapol – Salerno.
Według klasyfikacji RFI ma kategorię brązową.

## Linie kolejowe
- Neapol – Salerno